# Vương quốc Pontos
Vương quốc Pontos hay  đế quốc Pontos là một vương quốc Hy Lạp hóa nằm ở phía nam biển Đen. Xứ này được Mithridates I thành lập bởi năm 291 TCN và tồn tại cho tới cuộc chinh phục của cộng hòa La Mã vào năm 63 TCN. Mặc dù triều đại cai trị có nguồn gốc là hậu duệ của đế quốc Achaemenes gốc Ba Tư nhưng nó trở thành một quốc gia Hy Lạp hóa do ảnh hưởng bởi các thành bang Hy Lạp bên bờ biển Đen và các quốc gia láng giềng. Vương quốc trở nên rộng lớn nhất dưới thời Mithridates Đại đế người đã chinh phục Colchis, Cappadocia, Bithynia, Tiểu Armenia, các thuộc địa Hy Lạp ở Chersonesos thời mang tên Taurica và một thời gian ngắn là các tỉnh của La Mã ở châu Á. Sau một chặng đường dài đấu tranh với La Mã trong cuộc chiến tranh Mithridates, Pontus đã bị đánh bại, một phần của nó bị sáp nhập vào cộng hòa La Mã thuộc tỉnh Bithynia et Pontus và nửa phía đông là một quốc gia chư hầu.

## Những nét đặc trưng của Pontos

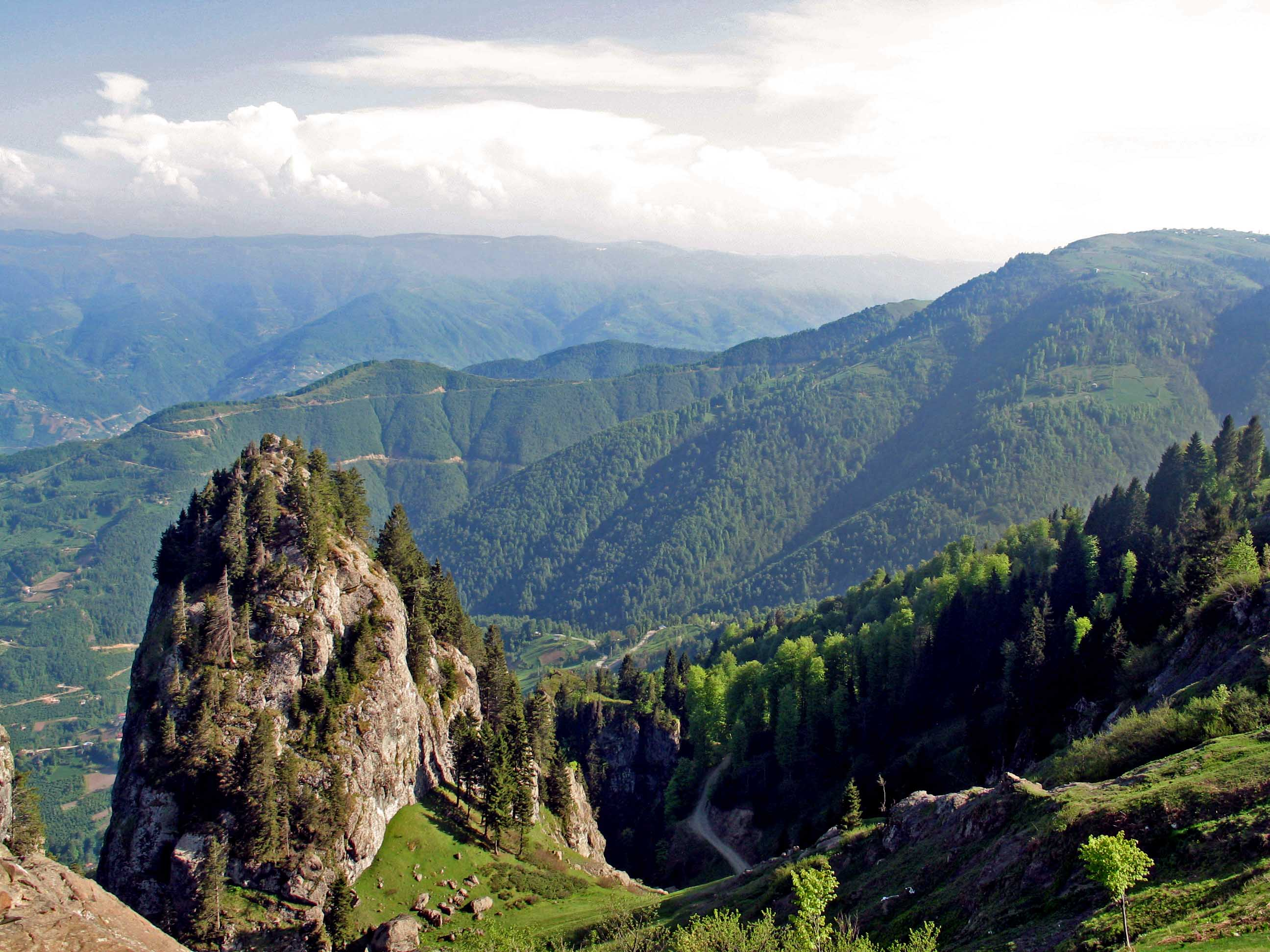
Dãy núi Parhar chia cắt vương quốc.

Vương quốc Pontus đã được chia làm hai khu vực khác biệt. Khu vực ven biển có biên giới là biển Đen được phân chia với khu vực nội địa miền núi bằng dãy núi Parhar chạy song song với bờ biển. Các thung lũng sông của Pontus cũng chạy song song với bờ biển và khá phì nhiêu hỗ trợ việc chăn nuôi gia súc và trồng kê, cùng với cây ăn quả bao gồm cả anh đào (đặt tên cho thành phố Cerasus), táo và lê. Các khu vực ven biển chủ yếu là các đô thị Hy Lạp trong đó có Amastris và Sinope, với đô thị thứ hai này sau đó đã trở thành thủ đô của Pontos sau khi nó bị chiếm đóng. Vùng bờ biển rất giàu về gõ,cá và buôn bán ôliu. Pontos còn giàu sắt và bạc mà đã được khai thác gần bờ biển phía nam Pharnacia, sắt từ các ngọn núi Chalybia đã trở nên khá nổi tiếng tại Hy Lạp. Ngoài ra còn có đồng, kẽm, chì, và asen. Vùng nội địa Pontos cũng đã có những thung lũng sông màu mỡ của nó như sông Lycus và Iris. Thành phố quan trọng nhất là Amasia, thủ đô thời kì đầu của Pontos, nơi các vị vua Pontos có các cung điện và lăng ngôi hoàng gia. Sau Amasia và một vài thành phố khác, vùng nội địa chủ yếu chi phối bởi các ngôi làng nhỏ. Vương quốc của Pontus được chia thành các vùng do Eparchies đặt tên.
Việc phân chia giữa bờ biển và nội địa cũng là do văn hóa. Vùng ven biển chủ yếu là người Hy Lạp và tập trung vào thương mại đường biển. Nội địa bị chiếm đoạt bởi cư dân Anatolia, người Cappadocia và người Paphlagonia cai trị bởi một tầng lớp quý tộc Iran mà đã tới cùng với đế quốc Ba Tư.

## Lịch sử

### Nhà Mithridates của Cius
Pontos từng là một phần của vùng đất của phó vương Ba Tư của Cappadocia (Katpatuka). Khi triều đại Ba Tư mà đã thành lập vương quốc này trong thế kỉ thứ 4 TCN cai trị thành phố Hy Lạp Cius (hoặc Kios) thuộc Mysia, với thành viên đầu tiên được biết đến có tên là Mithridates của Cius. Con trai ông Ariobarzanes II đã trở thành phó vương của Phrygia. Ông đã trở thành một đồng minh mạnh của Athena và nổi loạn chống lại vua Artaxerxes. Tuy nhiên Ariobarzanes đã bị phản bội bởi con trai Mithridates II của Cius. Mithridates II (337-302) vẫn làm vua sau cuộc chinh phục của Alexandros và là một chư hầu của Antigonos Monophthalmos người đã được quy định cai trị Tiểu Á sau cuộc phân chia ở Triparadisus. Mithridates đã bị giết bởi Antigonos trong năm 302 TCn bởi nghi ngại rằng ông ta làm việc với kẻ thù của ông là Kassandros. Antigonos còn lên kế hoạch để giết con trai của Mithridates, cũng được gọi là Mithridates (sau này được đặt tên là Ktistes, 'sáng lập'), nhưng Demetrios I đã cảnh báo cho ông và ông trốn thoát về phía đông với sáu kị binh. Mithridates đầu tiên đi tới thành phố Cimiata thuộc Paphlagonia và sau đó tới Amasia thuộc Cappadocia. Ông chống lại Seleukos I và vào năm 281 hoặc 280 TCN, tự mình tuyên bố là vua của một quốc gia nhỏ ở miền Bắc Cappadocia và đông Paphlagonia, ông cai trị từ 302 đến 266. Ông đã tiếp tục mở rộng vương quốc của mình tới dòng sông Sangrius ở phía tây và con trai ông Ariobarzanes chiếm Amastris năm 279 TCN, nó là hải cảng quan trọng đầu tiên của biển Đen. Mithridates cũng liên minh với người Galatia mới đến và đánh bại một đội quân được Ptolemaios I gửi đến chống lại ông. Ptolemaios đã mở rộng lãnh thổ của mình ở Tiểu Á từ lúc bắt đầu cuộc chiến tranh Syria lần thứ nhất chống lại Antiokhos ở giữa năm 270 TCN và đã liên minh với kẻ thù của Mithridates,Heraclea Pontica.

### Vương quốc Pontos
Chúng ta biết rất ít về triều đai cai trị của Ariobarzanes, khi ông mất con trai ông Mithridates II(khoảng 250 - 189 TCN) đã trở thành vua và đã bị tấn công bởi người Galatia. Mithridates II đã nhận được viện trợ từ Heraclea Pontica người cũng đang chiến tranh với người Galatia vào thời điểm này. Mithridates đã tới hỗ trợ Antiokhos Hierax chống lại anh trai mình Seleukos II Kallinikos. Seleukos đã bị đánh bại ở Tiểu Á bởi Hierax, Mithridates và người Galatians. Mithridates cũng tấn công Sinope vào năm 229 TCN nhưng bị thất bại khi đánh chiếm thành phố. Ông đã kết hôn với em gái của Seleukos II và gả con gái mình cho Antiokhos III. Các nguồn đều ít nói về Pontus những năm sau khi Mithridates II mất, khi con trai ông Mithridates III cai trị (khoảng 220 - 198/88 TCN).

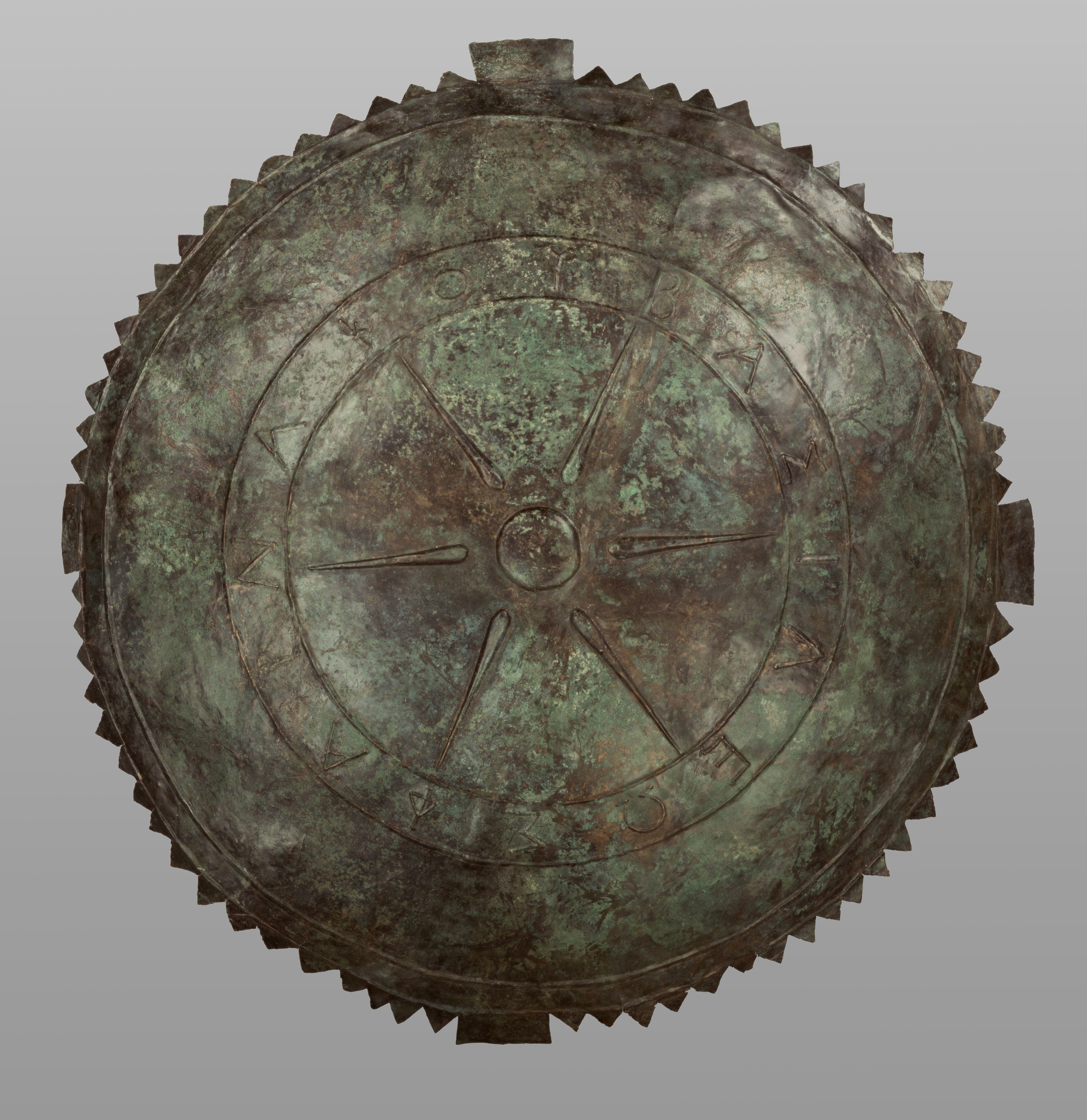
Khiên đồng có tên vua Pharnakes, Getty Villa (80.AC.60)

Pharnaces I(189 - 159 TCN) đã đạt niều thành công trong những cuộc viễn chinh chống lại các thành bang Hy Lạp ven biển. Ông tham gia cuộc chiến tranh cùng với Prusias của Bithynia chống lại Eumenes của Pergamon trong năm 188 TCN, nhưng cả hai đã lập lại hòa bình sau khi Bithynia chịu một loạt các điều thay đổi. Ông đã chiếm Sinope vào năm 188 TCN bất chấp người Rodós phàn nàn với La Mã. Pharnaces còn chiếm các thành phố ven biển của Cotyora, Pharnacia và Trapezus ở phía đông, một cách hiệu quả trong việc kiểm soát vùng bờ biển phía Bắc của Tiểu Á. Mặc dù La Mã nỗ lực để giữ hòa bình, Pharnaces đã gây chiến chống lại Eumenes của Pergamon và Ariarathes của Cappadocia. Trong khi ông bước đầu thành công thì dường như ông đã bị chặn lại vào năm 179 TCN. Khi ông bị ép buộc phải ký một hiệp ước. Ông đã phải giao nộp toàn bộ đất đai ở Galatia, và Paphlagonia mà ông đã có được, và những thành phố của Tium, nhưng ông giữ được Sinope. Tìm kiếm sự mở rộng ảnh hưởng của mình ở phía bắc, Pharnaces đã liên minh với các thành phố thuộc Chersonesus và các thành phố ven bờ biển đen như Odessus trên bờ biển Bulgaria. Em trai của Pharnaces, Mithridates IV Philopator Philadelphos thông qua một chính sách hòa bình với La Mã. Ông đã gửi viện trợ cho đồng minh của La Mã là Attalus II của Pergamon chống lại Prusias II của Bithynia trong năm 155 TCN.
Người thừa kế của ông, Mithridates V Euergetes còn là một người bạn của La Mã và đã gửi tàu và một lực lượng quân phụ trợ nhỏ giúp La Mã trong chiến tranh Punic lần thứ ba năm 149 TCN. Ông còn gửi quân cho cuộc chiến tranh chống lại Eumenes III (Aristonicus), người đã lật đổ ngai vàng của Pergamene sau cái chết của vua Attalus III. Sau khi La Mã nhận được Vương quốc Pergamon từ Attalus III, họ sáp nhập một phần của nó vào hành tỉnh châu Á, trong khi phần còn lại đem nhượng cho các vị vua đồng minh địa phương. Vì sự trung thành của mình, ông ta nhận được phần lớn đất đai của Phrygia. Vương quốc Cappadocia nhận được Lycaonia và Mithridates nhận được Phrygia.
Có thể ông đã được thừa kế một phần của Paphlagonia sau cái chết của vua Pylaemenes. Mithridates V đã gả con gái của mình, Laodice, cho vua Cappadocia, Ariarathes VI và ông còn xâm lược Cappadocia, mặc dù các chi tiết của cuộc chiến tranh này là không rõ. Nền văn minh Hy Lạp hóa tiếp tục phát triển dưới thời Mithridates V, ông vua đầu tiên tuyển mộ rộng rãi những đội quân đánh thuê Hy Lạp ở Agean, ông đã được tôn vinh tại Delos và đã tự miêu tả mình như thần Apollo trong những đồng tiền. Mithridates đã bị ám sát tại Sinope vào khoảng 121/120 TCN, chi tiết của việc này không rõ ràng.
Bởi vì cả hai con trai của Mithridates V, Mithridates VI và Chrestus, vẫn còn là những đứa trẻ nên Pontos lúc này nằm dưới quyền nhiếp chính của vợ ông, Laodice. Bà ủng hộ Chrestus và Mithridates VI bỏ trốn khỏi triều đình Pontos. Truyền thuyết sau đó sẽ nói rằng vào thời gian này ông đi khắp Tiểu Á. Ông trở lại vào năm 113 TCN để hạ bệ mẹ của mình và bà bị nhốt vào tù, cuối cùng ông cũng giết chết em trai ông.

### Mithridates VI Eupator

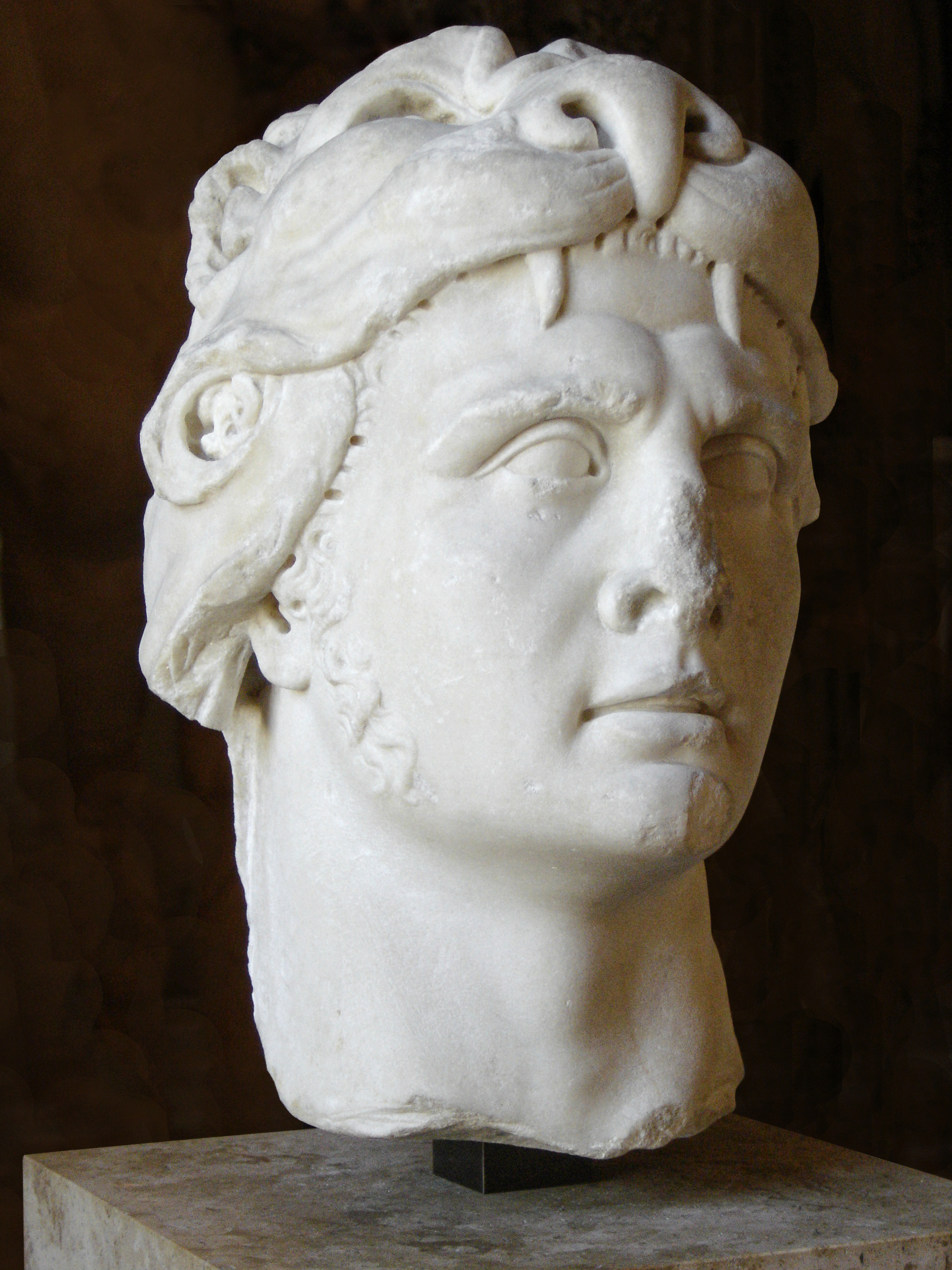
Mithridates VI từ Louvre.

Mithridates VI Eupator "thượng đế" đã quyết định tiến hành một cuộc chiến chống lại người La mã. Lãnh đạo Hy Lạp và nền văn minh Iran chống lại sự mở rộng ảnh hưởng của người La Mã. La Mã đã tạo ra hành tỉnh châu Á tại Tiểu Á, nó còn bao gồm cả phần Phrygia Major của Pontos trong suốt triều đại cai trị của Laodice. Mithridates bắt đàu cuộc viễn chinh của mình bằng việc thừa kế lesser Armenia từ vua Antipater (khoảng 115 - 106 TCN) và chinh phục Vương quốc Colchis. Colchis là một khu vực thương mại quan trọng của khu vực biển Đen, phong phú với vàng, sáp ong, cây gai và mật ong. Các thành phố của Tauric Chersonesus lúc này cầu xin sự viện trợ của ông chống lại người Scythia ở phía bắc. Mithridates đã gửi 6000 lính dưới quyền của thống chế Diophantus, sau các chiến dịch ở phía bắc của Crimea ông đã kiểm soát tất cả vùng Chersonesus.
Mithridates cũng phát triển thương mại liên kết với các thành phố trên bờ phía Tây của biển Đen.
Vào thời điểm La Mã đang tham gia chiến tranh Jugurthine và chiến tranh Cimbric. Mithridates và Nicomedes của Bithynia xâm lược Paphlagonia và phân chia nó giữa họ. Một viên đại sứ người La mã đã được gủi đến nhưng nó đã hoàn tất. Mithridates còn chiếm lấy một phần của Galatia mà đã từng là một phần của vương quốc của vua cha trong quá khứ. Mithridates còn can thiệp vào Cappadocia, nơi mà em gái ông là Laodice làm hoàng hậu. Vào năm 116 TCN, vua của Cappadocia, Ariarathes VI đã bị một quý tộc người Cappadocia là Gordius ám sát với sự chỉ đạo của Mithridates và Laodice cai trị như là nhiếp chính cho con trai của Ariarathes cho đến năm 102 TCN. Sau khi Nicomedes III kết hôn với Laodice, ông đã cố gắng để can thiệp vào khu vực bằng cách gửi quân và Mithridates đã xâm lược vùng đất này và đặt cháu trai của ông Ariarathes VI vào ngai vàng của Cappadocia. Tuy nhiên, chiến tranh đã sớm nổ ra giữa 2 người và Mithridates đã xâm lược với một đội quân Pontos lớn, nhưng Ariarathes đã bị ám sát trước khi trận chiến xảy ra. Sau đó,Mithridates đưa con trai 8 tuổi của mình Ariarathes IX lên làm vua, và Gordius làm nhiếp chính. Năm 97 TCN, Cappadocia nổi loạn nhưng đã bị dập tắt ngay bởi Mithridates. Sau đó cả Mithridates và Nicomedes III đều phái sứ thần tới La Mã. Viện nguuên lão La Mã ra mệnh lệnh rằng Mithridates phải rút khỏi Cappadocia và Nicomedes từ Paphlagonia. Mithridates bắt buộc phải làm điều này và người La Mã đưa Ariobarzanes về Cappadocia. Trong năm 91 / 90 TCN, người La Mã lúc này đang bận rộn với cuộc chiến tranh đồng minh, Mithridates khuyến khích đồng minh mới và là con rể của ông,Tigranes II Armenia xâm lược Cappadocia. Ông ấy đã làm như vậy và Ariobarzanes bỏ trốn tới La Mã. Mithridates sau đó phế truất Nicomedes IV khỏi Bithynia và tôn Socrates Chrestus làm vua.

#### Chiến tranh Mithradates lần thứ nhất
Một đội quân La Mã dưới quyền của Manius Aquillius đã đến Tiểu Á vào năm 90 TCN mà đã khiến cho Mithridates và Tigranes phải rút lui. Cappadocia và Bithynia đã được khôi phục lại các triều đại cũ, nhưng bây giờ họ phải đối mặt với khoản nợ lớn từ La Mã vè sự mua chuộc của mình với các nguyên lão của La Mã. Và, Nicomedes IV cuối cùng đã bị Aquillius thuyết phục là tấn công Pontos để trả nợ cho họ. Ông đã cướp bóc tới tận Amastris, và trở về với nhiều chiến lợi phẩm. Mithridates xâm lược Cappadocia một lần nữa và La Mã tuyên bố chiến tranh
Vào mùa hè năm 89 trước Công nguyên, Mithridates xâm chiếm Bithynia và đánh bại Nicomedes lẫn Aquillius trong chiến trận. Ông nhanh chóng tiến vào vùng đất ở châu Á của người La Mã và đánh bại quân kháng cự. Tới năm 88 ông đã có được sự đầu hàng của hầu hết các tỉnh mới được thành lập. Ông được chào đón tại nhiều thành phố những người bị giễu cợt bởi những kẻ thu thuế của ngươi La Mã. Trong năm 88 Mithridates cũng đã ra lệnh thảm sát của ít nhất 80.000 người La Mã và Ý trong sự kiện được biết đến với tên "Asiatic Vespers". Nhiều thành phố Hy Lạp ở châu Á cảm thấy hạnh phúc với điều này nhưng không có gì là đảm bảo họ lâu dài là họ sẽ trở lại liên minh với La Mã. Năm 88 TCN, Mithridates cũng đã vây hãm đảo Rhodes nhưng không thành.
Ở Athena, các yếu tố chống La Mã đã được khuyến khích bởi những tin tức và một liên minh với Mithridates. Một hạm đội viễn chinh liên hợp Pontos-Athen đã chiếm Delos năm 88 TCN và đưa thành phố xuống dưới sự kiểm soát của người Athen. Nhiều thành bang Hy Lạp bây giờ gia nhập với Mithridates bao gồm Sparta, Liên minh Achaea và hầu hết liên minh Boeotia trừ Thespiae. Cuối cùng trong năm 87 TCN, Lucius Cornelius Sulla khởi hành từ Ý với năm quân đoàn. Ông hành quân qua Boeotia một cách dễ dàng và bao vây Athen và Piraeus (thành phố cảng của Athena, không có liên kết với tường dài). Athena sụp đổ vào tháng 3 năm 86, và thành phố đã bị cướp phá. Sau cuộc chiến đấu không thành công, Archelaos, tướng Pontos ở Piraeus đã rút lui bằng đường biển và Sulla đã phá hủy hoàn toàn thành phố cảng. Trong khi đó Mithridates đã gửi Arcathias con trai của ông với một đội quân lớn qua Thrace tiến vào Hy Lạp.

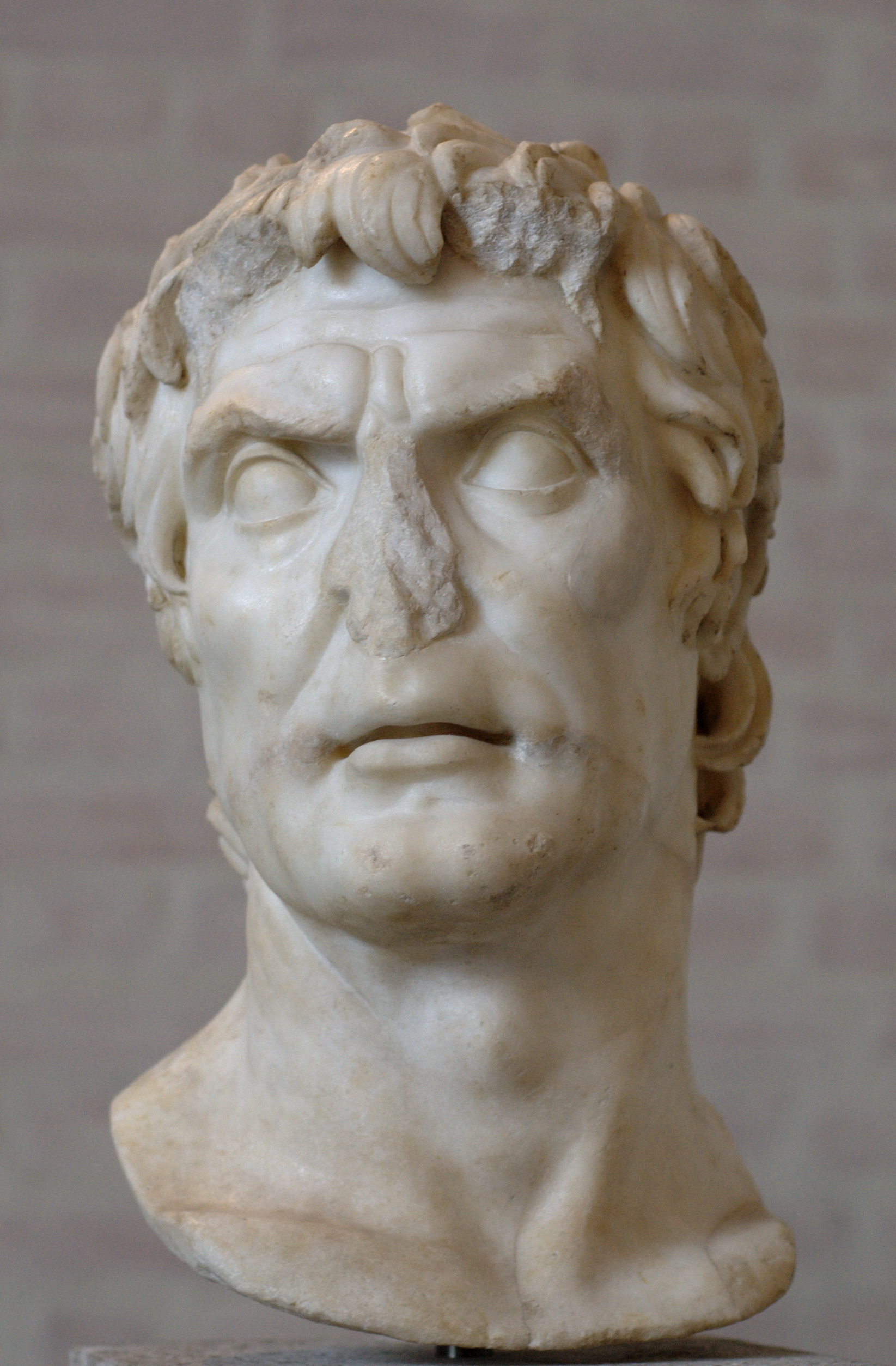
Lucius Cornelius Sulla

Bây giờ Sulla hướng về phía bắc,tìm kiếm lương thức từ khu đồng bằng màu mỡ của Boeotia để cung cấp cho quân đội của ông. Trong trận Chaeronea, Sulla gây ra thương vong khủng khiếp cho Archelaus người mà dẫu vậy đã phải rút lui và tiếp tục cuộc tấn công Hy Lạp với hạm đội Pontos. Archelaos tập hợp lại và tấn công một lần thứ hai trong trận Orchomenus năm 85 TCN, nhưng lại một lần nữa bị đánh bại và chịu tổn thất nặng. Bởi vì các tổn thất nặng nề và tình trạng bất ổn sau đó mà họ gây ra ở Tiểu Á cũng như lúc này quân La Mã đang tiến hành chiến dịch ở Bithynia, Mithridates cuối cùng đã buộc phải chấp nhận một thỏa thuận hòa bình. Mithridates và Sulla đã gặp nhau trong năm 85 TCN tại Dardanus. Sulla ra lệnh rằng Mithridates phải đầu hàng La Mã châu Á và trả lại Bithynia và Cappadocia cho những vị vua cũ của nó. Ông cũng phải nộp 2000 talent vàng và giao nộp tàu chiến. Mithridates sẽ giữ phần đất còn lại của mình và trở thành đồng minh của Rome.

#### Chiến tranh Mithridates lần thứ hai và lần thứ ba
Hiệp ước với Sulla đã không kéo dài lâu. Từ 83 - 82 TCN, Mithridates đã chiến đấu và đánh bại Licinius Murena người đã được Sulla để lại cai quản các tỉnh ở châu Á. Cái được gọi là chiến tranh Mithridates lần thứ hai đã kết thúc mà không có bất kỳ lợi ích lãnh thổ nào cho cả hai phe. Người La Mã bây giờ đã bắt đầu bảo vệ vùng ven biển Lycia và Pamphylia khỏi bọn cướp biển và thiết lập quyền kiểm soát đối với Pisidia và Lycaonia. Mithridates bây giờ phải đối mặt với các tướng lĩnh La Mã trên cả hai mặt khi chấp chính quan Lucullus chiếm lấy Cilicia. Cướp biển Cilicia không thực sự bị đánh bại hoàn toàn, tuy nhiên, Mithridates đã liên minh với họ. Ông cũng liên minh với chính quyền của Quintus Sertorius tại Tây Ban Nha và với sự giúp đỡ của họ, ông đã tổ chức lại một số trong quân đội của mình theo khuôn mẫu lê dương La Mã với thanh kiếm ngắn.
Chiến tranh Mithridates lần thứ ba nổ ra khi vua Nicomedes của Bithynia qua đời mà không có người thừa kế năm 75 TCN và để lại vương quốc cho Rome. Năm 74 TCN, Rome huy động quân đội ở Tiểu Á, có thể do một số biến động gây ra bởi Mithridates nhưng không có nguồn gì chắc chắn về điều này. Trong năm 73TCN, Mithridates xâm lược Bithynia và hạm đội của ông đánh bại người La Mã tại Chalcedon và tiến hành cuộc vây hãm đối với Cyzicus. Lucullus hành quân từ Phrygia với năm quân đoàn của ông và buộc Mithridates phải rút lui trở lại Pontus. Năm 72 TCN Lucullus xâm chiếm Pontus qua Galatia và tiến về phía bắc tới sông Halys ở bờ biển phía bắc, ông đã bao vây Amisus mà đã đứng vững cho đến năm 70 TCN. Năm 71, ông hành quân qua Iris và thung lũng sông Lycus và thành lập căn cứ của mình ở Cabeira. Mithridates đã gửi kỵ binh của mình tới để cắt đường cung cấp của Cappadocia ở phía nam, nhưng họ phải chịu thương vong nặng nề. Mithridates, vẫn không muốn tiến hành một trận đánh quyết định lúc này đã bắt đầu rút lui tới Lesser Armenia, nơi ông dự kiến sẽ nhận sự trợ giúp từ đồng minh của ông Tigranes Đại đế. Bởi vì sự suy yếu của lự lượng kỵ binh của ông, sự rút lui trở nên hỗn loạn và hầu hết quân đội Hắc Hải đã bị tan rã hoặc bị bắt. Những sự kiện này đã dẫn việc Machares con trai của Mithridates và vua của Crimea Bosporos tìm kiếm một liên minh với Rome. Mithridates chạy đến Armenia.
Vào mùa hè 69 TCn, Lucullus xâm chiếm lãnh thổ Armenia, hành quân với 12.000 người lính xuyên qua Cappadocia tới Sophene, mục tiêu của ông là Tigranocerta thủ đô mới đế quốc của Tigranes II và Tigranes rút lui để tập hợp lực lượng của ông. Lucullus bao vây thành phố, và khi Tigranes trở lại với quân đội của ông bao gồm số lượng lớn của rất nhiều kỵ binh thiết giáp được gọi là cataphract, lực lượng với số quân lớn hơn nhiều của Lucullus. Mặc dù vậy, Lucullus đã dẫn người lính của mình tiến hành đột kích vào lực lượng kị binh Armenia và giành một chiến thắng tuyệt vời trong trận Tigranocerta. Tigranes bỏ chạy về phía bắc trong khi Lucullus phá hủy thủ đô mới của ông ta và xóa bỏ sự cai trị của ông ta ở phía nam bằng cách công nhận độc lập cho Sophene và trao lại Syria cho vua Seleukos là Antiochus XIII Asiaticus. Năm 68 trước Công nguyên, Lucullus xâm chiếm miền bắc Armenia, tàn phá đất nước và chiếm Nisibis, nhưng Tigranes lẩn tránh chiến đấu. Trong khi đó Mithridates xâm chiếm Pontus, và trong năm 67 ông đánh bại một lực lượng La Mã lớn gần Zela. Lucullus bây giờ phải đối mặt với một đội quân mệt mỏi và bất bình, rút về Pontus, sau đó đến Galatia và ông đã được thay thế bằng hai tướng lĩnh mới đến từ Ý với những quân đoàn mới, Marcius Rex và Acilius Glabrio. Mithridates lúc này phục hồi được Pontus trong khi Tigranes xâm chiếm Cappadocia.
Trong phản ứng để tăng cường hoạt động chống cướp biển ở đông Địa Trung Hải, Viện nguyên lão bổ nhiệm Pompey chức vụ quan tổng đốc Imperium khắp Địa Trung Hải trong năm 67 trước Công nguyên. Pompey loại trừ cướp biển, và trong năm 66 ông được lệnh tới Tiểu Á để đối phó với Pontus. Pompey tổ chức lực lượng của mình, gần 45.000 lính lê dương, bao gồm cả quân cũ của Lucullus và ông đã ký một liên minh với người Parthia những người tấn công và kìm giữ Tigranes bận rộn ở phía đông. Mithridates đã tập trung quân đội của mình, khoảng 30.000 lính và 2-3,000 kỵ binh nặng của Dasteira ở Tiểu Armenia. Pompey tiến đánh nhằm bao vây ông ta với việc đào hào trong sáu tuần nhưng Mithridates cuối cùng đã rút lui về phía bắc. Pompeius đã truy đuổi và cố gắng để tấn công lực lượng của ông ta một cách bất ngờ vào ban đêm, quân đội Pontos bị thương vong nặng nề. Sau khi trận chiến Pompey thành lập thành phố Nicopolis. Mithridates chạy trốn tới Colchis, và sau đó tới chỗ Machares, con trai của ông ở Crimea trong năm 65 trước Công nguyên. Pompey lúc này hướng tới phía đông tiến vào Armenia, nơi Tigranes quy phục ông, đặt vương miện hoàng gia của mình tại bàn chân của ông. Pompey đã chiếm hầu hết đế chế của Tigranes ở phía đông, nhưng đã để cho ông ta vẫn làm vua của Armenia. Trong khi đó Mithridates đang tổ chức phòng thủ ở Crimea khi Pharnaces con trai của ông ta nổi dậy chống lại với quân đội, và ông đã buộc phải tự tử hoặc bị ám sát.

## Tỉnh La Mã và các quốc gia chư hầu

Vương quốc Pontos, chư hầu của người La Mã, khoảng năm 50 SCN.

Hầu hết nửa phía tây của Pontos và các thành phố Hy Lạp ven biển, bao gồm Sinope, đã bị sáp nhập trực tiếp như là một phần của tỉnh La Mã,Bithynia et Pontus. Khu vực nội địa và vùng bờ biển phía đông vẫn là một vương quốc chư hầu độc lập. Vương quốc Bosporos cũng vẫn còn độc lập dưới sự cai trị của Pharnaces II như một đồng minh và người bạn của Rome. Colchis cũng bị biến thành một vương quốc chư hầu. Pharnaces II sau đó đã thực hiện một nỗ lực nhằm tái chiếm lại Pontos. Trong cuộc nội chiến của Caesar và Pompeius, ông xâm lược Tiểu Á (48 TCN), chiếm Colchis, Tiểu Armenia, Pontos, Cappadocia và đánh bại một đội quân La Mã ở Nicopolis. Caesar đáp trả nhanh chóng và đánh bại ông ta tại Zela, nơi ông đã thốt lên cụm từ nổi tiếng "Veni, vidi, vici" . Các vị vua Pontos tiếp tục cai trị vương quốc chư hầu Pontos, Colchis và Cilicia cho đến khi Polemon II bị hoàng đế Nero ép phải thoái vị trong năm 62 CN.

## Các vị vua của Pontus
- Mithridates I Ktistes 302 - 266 TCN
- Ariobarzanes 266 - c. 250 TCN
- Mithridates II c. 250 - c. 220 TCN
- Mithridates III c. 220 - c. 185 TCN
- Pharnaces I c. 185 - c. 170 TCN
- Mithridates IV Philopator Philadephos c. 170 - c. 150 TCN
- Mithridates V Euergetes c. 150 - 120 TCN
- Mithridates VI Eupator 120 - 63TCN
- Pharnaces II 63 - 47 TCN
- Darius của Pontus 39 - 37TCN
- Polemon I 37 - 8 TCN
- Pythodorida 8 TCN- 38SCN
- Polemon II 38 - 64 SCN